# آاگ آر.۱
آاگ آر.۱ (به انگلیسی: AEG R.I) یک هواگرد ساختِ کارخانهٔ آاگ در کشور آلمان است. نخستین استفاده‌کنندهٔ این هواپیما لوفت‌اشترایت‌کرفته بوده‌است. این هواگرد برای نخستین بار در ۱۹۱۶ میلادی مورد استفاده قرار گرفت.